# Bilal Ould-Chikh
Bilal Ould-Chikh (* 28. Juli 1997 in Roosendaal) ist ein niederländisch-marokkanischer Fußballspieler.

## Karriere

### Vereinskarriere
Bilal Ould-Chikh spielte in seiner Jugend für verschiedene Vereine in seiner Heimat, bis er 2013 unter großen Interessensbekundungen von Mannschaften wie Bayern München und Borussia Dortmund mit gerade einmal 16 Jahren zum FC Twente wechselte. Hier begann er auch seine Profikarriere als Fußballspieler. Sein Debüt in der Eredivisie gab Ould-Chikh am 4. Mai 2014 gegen PEC Zwolle.
Zur Saison 2015/16 wechselte zu Benfica Lissabon und erhielt dort einen Fünfjahresvertrag. Ende 2015 wurde gegen ihn ein Disziplinarverfahren eingeleitet, weil er in Frankreich bei einer Kontrolle mit 230 km/h angehalten worden sein soll und dafür für sechs Monate den Führerschein entzogen bekommen hat; außerdem soll er mit mehreren Frauen in seinem Hotelzimmer erwischt worden sein. Aus diesen Gründen war Ould-Chikh aus der A-Mannschaft von Benfica Lissabon entlassen und in den B-Kader degradiert worden. Außerdem wurde er kurzfristig aus dem Kader der Junioren-Nationalmannschaften gestrichen.
In der Winterpause der Saison 2018/19 wechselte Ould-Chikh bis zum Saisonende zu Denizlispor, mit dem er die Meisterschaft der TFF 1. Lig feiern konnte, ohne jedoch zum Einsatz zu kommen. Anschließend kehrte er zurück in seine Heimat und spielte zwei Jahre für ADO Den Haag. Dort wurde sein Vertrag im Sommer 2021 nicht verlängert.

### Nationalmannschaft
Neben diversen Einsätzen für die Niederländischen U-17- und U-19-Junioren-Nationalmannschaften wurde Ould-Chikh aufgrund seiner doppelten Staatsbürgerschaft auch für die marokkanische U-20-Nationalmannschaft nominiert, kam dort aber zu keiner Partie.